# Губерт Гоф
Губерт де ла Пор Гоф (англ. Sir Hubert de la Poer Gough; 12 серпня 1870, Лондон — 18 березня 1963, Лондон) — британський воєначальник, генерал Британської армії. Учасник Тірахської кампанії в Британській Індії, Другої англо-бурської та Першої світової війн. У роки Великої війни пройшов стрімкий зліт від командира бригади до командувача 5-ї британської армії. Після розгрому армії під час німецького Весняного наступу 1918 року був відсторонений від виконання обов'язків командарма. 

## Біографія
Губерт де ла Пор Гоф народився 12 серпня 1870 року в Лондоні в англо-ірландській родині генерала сера Чарльза Джона Гофа. Його батько Чарльз, дядько генерал сер Г'ю Генрі Гоф, і брат бригадний генерал сер Джон Едмунд Гоф були кавалерами найвищої британської нагороди за хоробрість — хреста Вікторії. Родина Гофів — єдина родина в історії Британії, яка тричі була відзначена Вікторійським хрестом.
Гоф відвідував Ітонський коледж, після чого у 1888 році поступив до Королівської військової академії у Сандгерсті. 5 березня 1889 року випустився у званні другого лейтенанта 16-го полку лансерів. Службу проходив у Британській Індії, брав активну участь у боях на Північно-західних фронтирах, бився під командуванням полковника Невіла Чемберлена у Тірахській кампанії.
У червні 1898 року повернувся до Англії, в серпні склав іспит до штабного коледжу. Восени він був госпіталізований з малярією. 22 грудня 1898 року одружився з Маргарет Луїзою Норою Льюїс.

### Друга англо-бурська війна
9 січня 1899 року Гоф розпочав навчання в Штабному коледжі в Камберлі, але не закінчив курс. 25 жовтня 1899 року його відрядили до Південної Африки для виконання спеціального завдання. 15 листопада він прибув до Кейптауна й спочатку служив під командуванням полковника Яна Гамільтона у Наталі, інструктором однієї зі стрілецьких асоціацій (місцевих підрозділів добровольчої піхоти або легкої кінноти).
В подальшому брав активну участь у бойових діях Другої англо-бурської війни. 23–24 січня бився в під Спайон Коп, де Гоф зустрівся з Вінстоном Черчиллем, з яким підтримував дружні стосунки.
1 лютого Гоф був призначений командиром комбінованого кавалерійсько-пішого полку. У лютому 1900 року очолював полк під час боїв при Вааль-Кранці, на висотах Тугелу, 28 лютого вів перші британські війська при визволенні Ледісміт, де він зустрів свого брата Джонні, який перебував в обложеному місті. З травня 1900 року полк Гофа змагався з бурами у Драконових горах. Втім наприкінці 1900 року конвенційна фаза війни завершилася й південноафриканці перейшли до партизанської війни проти британських колонізаторів.
Під час періоду партизанської війни полк Гофа поступово зміцнився до 600 осіб у чотирьох ротах. Разом зі Смітом-Дорріеном та Алленбі він служив під загальним командуванням лейтенант-генерала Френча. 17 вересня 1901 року він під час бою біля Блад-рівер-Порт був захоплений бурами, але спромігся втекти, за що головнокомандувач генерал Кітченер висловив йому своє особисте «найглибше співчуття».
У листопаді Гоф був поранений у праву руку, втративши кінчик одного пальця. У січні 1902 року його відправили додому на пароплаві «Плассі» на лікування. За час бойових дій на півдні Африки Губерт Гоф був чотири рази відзначений у наказах головнокомандування.

### Служба в Британії
Після повернення з Південної Африки та завершення лікування він відмовився від запропонованого місця в Генеральному штабі, сподіваючись повернутися на війну в Південну Африку, але 31 травня 1902 року був підписаний Ферінігінгський мирний договір, який закінчив війну.
23 серпня 1902 року Гоф повернувся капітаном до 16-го полку лансерів, але вже 24 вересня року його призначили начальником штабу 1-ї кавалерійської бригади в Олдершоті з присвоєнням 22 жовтня 1902 року звання майора.
1 січня 1904 року Гоф став інструктором у Штабному коледжі, де комендантом був Генрі Роулінсон, і служив там до 1906 року. 11 червня 1906 року Гофу присвоїли бревет звання полковника, а 18 липня 1906 року — постійне звання підполковник, ставши наймолодшим підполковником в британській армії.
15 грудня 1907 року він став командиром рідного 16-го Її Величності полку лансерів. Його начальником у цей момент був Джуліан Бінг, який рекомендував його на посаду командира бригади.
19 грудня 1910 року Губерта Гофа підвищили у званні в полковники, а 1 січня 1911 року — він отримав тимчасове звання бригадного генерала та посаду командира 3-ї кавалерійської бригади у Керрагі, до складу якої входили 16-й полк лансерів.
У березні 1914 року командир 3-ї кавалерійської бригади бригадний генерал Губерт Гоф зіграв ключову роль у Керрагському інциденті, який стався у британському військовому гарнізоні в Керрагі, поблизу Дубліна. Командувач британських військ в Ірландії генерал Артур Пейджет поінформував офіцерів про повідомленні військового міністра Сілі, що у зв'язку з прийняттям гомруля можливі військові дії проти незаконних формувань Ольстера, і запропонував тим, хто не хоче в них брати участь, або «зникнути» (тобто дезертирувати), або подати у відставку. Цей вчинок, який ставив під загрозу армійську дисципліну й довіру до вищого командування, спровокував непокору офіцерських чинів, призвідником був Губерт Гоф, що мав тісні родинні стосунки з багатьма ірландськими сім'ями. Інцидент призвів до відставки багатьох британських офіцерів, у тому числі військового міністра Сілі та начальника Імперського Генерального штабу Джона Френча.

### Перша світова війна
У серпні 1914 року після початку Великої війни Гоф керував 3-ю кавалерійською бригадою, яка у складі кавалерійської дивізії під командуванням Алленбі вирушила до Франції. З 14 та 16 серпня британські кавалеристи здійснили посадку на морський транспорт та вирушили безпосередньо від берегів Ірландії до Гавра.
9 серпня 1914 року Британський експедиційний корпус фельдмаршала Джона Френча висадився у Франції й вирушив у напрямку фронту, де розгорталася колосальна Прикордонна битва між французькою, бельгійською арміями та кайзерівськими військами. Британські формування вирушали на лівий фланг французького фронту, на напрямок головного удару німецької 1-ї армії генерала Александра фон Клюка, найвіддаленішого крила потужного «правого хука», замисленого «планом Шліффена», у відповідності до якого планувалося або розгромити армії союзників поблизу кордону або змусити їх відступити з північної Франції та Бельгії.
21 серпня почалися активні дії Британського експедиційного корпусу, а 22 серпня бригада Гофа вперше вступила в бій. 23 серпня під час битви за Монс бригада Гофа разом з трьома іншими британськими кавалерійськими бригадами билася на лівому фланзі союзних військ, у той час як на правому фланзі у взаємодії з 5-ю французькою армією дивізійного генерала Шарля Ланрезака діяла 5-та британська кавалерійська бригада.
26 серпня частина бригади Гофа брала участь у бою біля Ле-Като, допомагаючи 5-й піхотній дивізії. У подальшому дії британських сил, як і французьких, були дезорганізовані, 3-тя кавалерійська бригада вели ар'єргардні бої відступаючи вглиб Франції. 5 вересня відступ закінчився на південь від Марни.
До моменту початку битви на Марні 3-тя та 5-та кавалерійські бригади були згруповані в «команду Гофа», тимчасове угруповання кінноти, яке діяло автономно від головних сил кавалерійської дивізії Алленбі, з яким у Гофа виникли дуже напружені стосунки. 12 вересня Гоф просунувся до Ени, втім, через те, що сер Джон Френч не зміг розвинути успіх, не посиливши сили, що прорвалися ані артилерією, ані інженерами для ремонту мостів, які були підірвані лише годину раніше, здобутий прорив був втрачений і кавалеристи відійшли назад.
16 вересня Гоф очолив сформовану 2-гу кавалерійську дивізію, які увійшли до Кавалерійського корпусу генерала Алленбі. 2-га кавалерійська дивізія перебувала на західному фланзі Британських експедиційних сил. 12 жовтня його підрозділи захопили Мон де Ка. 14 жовтня Гоф з'єднався з 4-м корпусом Роулінсона (3-тя кавалерійська дивізія Бінга та 7-ма піхотна дивізія Каппера). 16 та 17 жовтня спроби Гофа перетнути Ліс були відбиті німецькими військами. 20 жовтня після напружених боїв «Бігу до моря», обидві сторони почали закріплення на місцях, війна перейшла в стадію позиційної.
26 жовтня 1914 року Гоф отримав звання майор-генерала. У цей період Гоф запровадив практику якнайшвидшої ротації своїх підпорядкованих підрозділів на передовій лінії, щоб уникнути втрати кожною бойовою одиницею своєї ефективності, і утримував на фронті лише обмежені сили, одночасно тримаючи левову долю своїх військ у резерві.
З 10 до 13 березня дивізія генерала Гофа брала участь у боях за Нев-Шапель. Після завершення битви дивізію Гофа вивели до резерву головного командування.
18 квітня 1915 року Гофа призначили командиром 7-ї піхотної дивізії ІV корпусу Роулінсона, який був частиною 1-ї армії Гейґа, після того, як його попередній командир Томпсон Каппер був поранений. Гоф на чолі своєї дивізії брав участь у Другій Іпрській битві та боях за хребет Обер під час Другої битви при Артуа.
Під час кривавих боїв за гряду Обер, один капітан описав Гофа як «невисоку людину, дуже розумну і пристрасну. Він провів близько 15 хвилин з моєю ротою і дуже легко розмовляв з солдатами… він змусив нас усіх сміятися до кінця і відчувати себе дуже весело.»
Наприкінці червня 1915 року Гоф повернувся додому і був нагороджений орденом Лазні за свої заслуги в боях серпня-вересня 1914 року.
13 липня 1915 року Гофа призначено командиром І корпусу (2-га, 7-ма, а пізніше і 9-та піхотні дивізії) 1-ї армії з отриманням тимчасового звання лейтенант-генерала. З 25 вересня до 8 жовтня І корпус брав найактивнішу участь у битві при Лоосі, в якій британці вперше застосували отруйні гази й спробували прорвати німецький фронт в Артуа та Шампані. Ціною втрати майже 60 000 людей операція не увінчалася успіхом.
4 квітня 1916 року Гоф був призначений командиром резервного корпусу, який мав просунутись та використати будь-який прорив, досягнутий під час запланованої битви на Соммі. 1 липня після багатоденної артилерійської підготовки французько-британські війська перейшли в наступ. Під час боїв за Альбер, Позьєр, за ферму Мукет, за хребет Тьєпваль, за висоти Анкре та за Анкре Гоф керував діями своїх підпорядкованих військ. 7 липня 1916 року Гоф отримав тимчасовий ранг генерала. 30 жовтня Резервна армія була реорганізована у 5-ту британську армію, її командувачем став генерал Губерт Гоф.
Весною 1917 року Гоф командував 5-ю армією, що билася в Другій битві біля Арраса. Потім з липня до листопада 1917 року під його командуванням британські війська змагалися у стратегічній битві біля Пашендейле.
У 1918 році під час проведення кайзерівською армією Весняного наступу 5-та армія Гофа була розбита німцями і відступила. 27 березня 1918 року його відсторонили від командування об'єднанням та відкликали до Британії.
У травні 1919 року Гоф був призначений главою британської військової місії у Фінляндії. Після угоди між союзниками в Парижі про те, що політикою в балтійському регіоні керуватимуть британці, сфера діяльності Гофа була розширена і він став керівником союзницької місії у Фінляндії і нових балтійських країнах. Йому доручалося вивчити військову ситуацію в цих країнах і надати їм допомогу в обороні проти більшовиків, одночасно протидіючи поширенню німецького впливу в цих державах.
23 лютого 1920 року Гоф став підписником спільної заяви, виданої з іншими офіцерами та радниками, які служили в Росії, про встановлення миру між Британською імперією та більшовицькою Росією.
26 жовтня 1922 року генерал Гоф звільнився з лав британської армії.
18 березня 1963 року Губерт Гоф помер у Лондоні у віці 92 років. За місяць він страждав на бронхіальну пневмонію. Згодом його тіло було кремовано в крематорії Голдерс-Грін, доля його праху публічно невідома.